# 24-Stunden-Rennen von Le Mans 1992

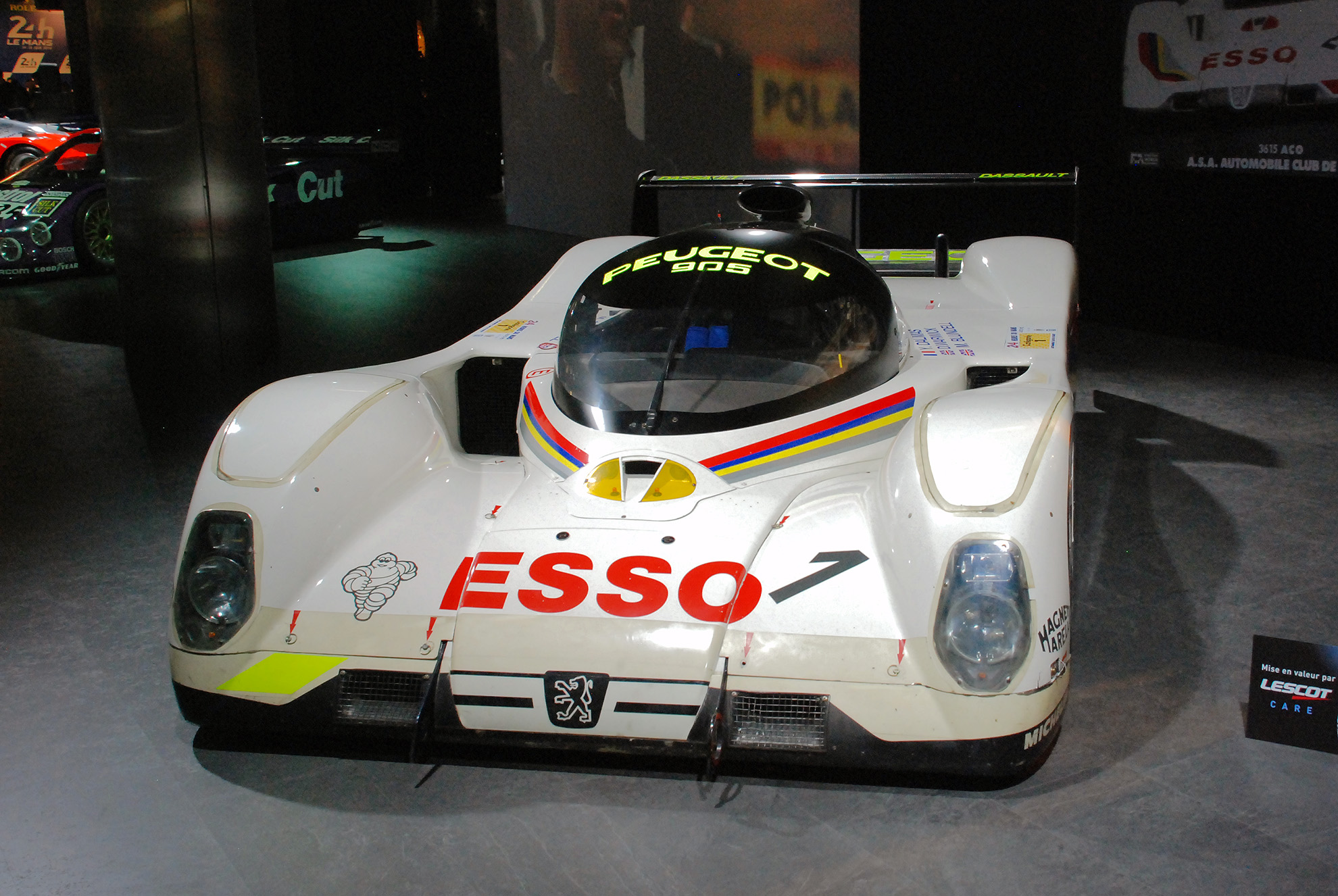
Der Peugeot 905 Evo 1B mit der Startnummer 1; Derek Warwick, Yannick Dalmas und Mark Blundell führten mit diesem Wagen mehr als 21 Stunden durchgehend und siegten am Ende des Rennens in der Gesamtwertung

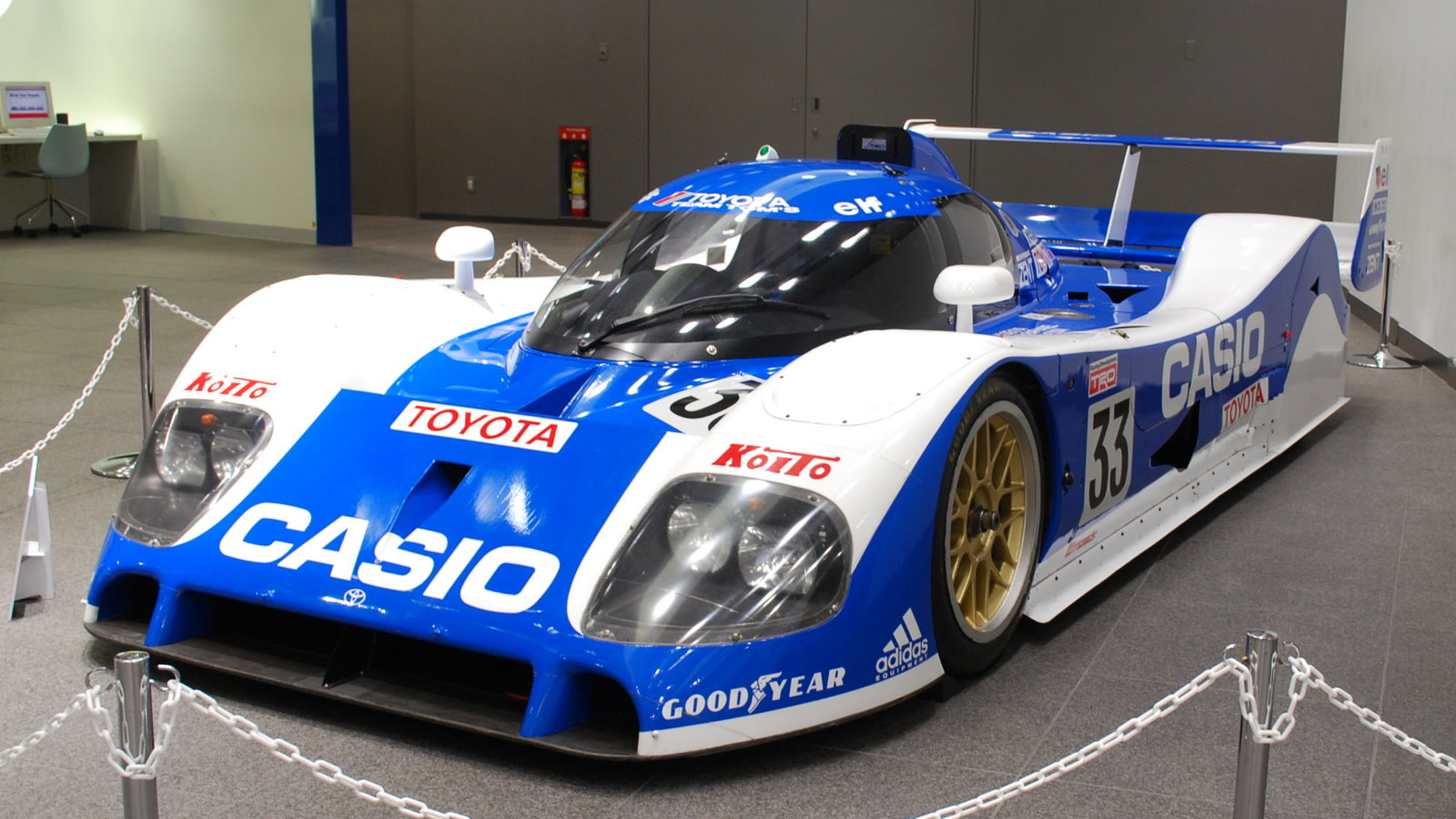
Der Toyota TS010 mit der Startnummer 33; Masanori Sekiya, Pierre-Henri Raphanel und Kenny Acheson erreichten mit diesem Wagen denn zweiten Rang in der Gesamtwertung

Das 60. 24-Stunden-Rennen von Le Mans, der 60e Grand Prix d’Endurance les 24 Heures du Mans, auch 24 Heures du Mans, Circuit de la Sarthe, Le Mans, fand vom 20. bis 21. Juni 1992 auf dem Circuit des 24 Heures statt.

## Das Rennen
Das 24-Stunden-Rennen 1992 fiel in das Ende der Gruppe-C-Ära. Die Rennen zur Sportwagen-Weltmeisterschaft dieses Jahres waren von verschwindend kleinen Starterfeldern geprägt. Beim knapp einen Monat vor Le Mans ausgefahrenen 500-km-Rennen von Silverstone waren nur elf Rennfahrzeuge am Start. In Le Mans gingen am Samstagnachmittag 28 Wagen ins Rennen. Das war das kleinste Feld seit 1932, als nur 26 Starter das Rennen aufnahmen. Dennoch gab es großes Interesse an der Veranstaltung; vor allem auch deswegen weil Fachwelt und Zuschauer wissen wollten, ob die fast so schnell wie Formel-1-Boliden fahrenden Gruppe-C-Prototypen in ihrer letzten Ausbaustufen und mit ihren 3,5-Liter-V10-Motoren die 24-Stunden-Distanz durchhalten würden.
Der Favorit auf den Sieg war die Werksmannschaft von Peugeot. Die Franzosen kamen mit drei 905 Evo1B nach Le Mans. Im Vorjahr waren beide Werkswagen frühzeitig ausgefallen, 1992 sollte nun der Sieg folgen. Gefahren wurden die Prototypen von den Dreiermannschaften Derek Warwick/Yannick Dalmas/Mark Blundell (Startnummer 1), Mauro Baldi/Philippe Alliot/Jean-Pierre Jabouille (Startnummer 2) und Karl Wendlinger/Eric van de Poele/Alain Ferté.
Konkurrenz erwuchs den Franzosen aus Japan durch Toyota und Mazda. Toyota brachte drei der schnellen TS010 an die Sarthe. Die Cockpits wurden an Masanori Sekiya, Pierre-Henri Raphanel, Kenny Acheson, Jan Lammers, Andy Wallace, Teo Fabi, Geoff Lees, David Brabham und Ukyō Katayama vergeben. Mazda brachte mit dem MXR-01 auch einen neuen Prototyp nach Frankreich. Erstmals seit den 1960er-Jahren war der ehemalige Formel-1-Rennwagenkonstrukteur B.R.M. wieder mit einem Sportwagen in Le Mans. 1965 lieferte man das Chassis für das Rover-Gasturbinenfahrzeug. Für das Rennen erhielt das Team eine Sondergenehmigung. Weder Harri Toivonen noch Richard Jones konnten die vorgeschriebene Rundenanzahl im Training erreichen, da es beständige Getriebeprobleme am P351 gab, sodass nur Wayne Taylor startberechtigt war. Im Rennen endete dann auch schon nach 20 Runden durch einen kapitalen Schaden am Schaltgetriebe.
Im Training fuhr Philippe Alliot die schnellste Trainingszeit und startete aus der Pole-Position. Vom Start weg übernahm aber der Werks-Mazda mit Johnny Herbert am Steuer die Führung. Auch nach dem ersten Fahrerwechsel – Volker Weidler übernahm das Cockpit von Herbert – blieb der Mazda in Führung. In der 24. Runde kam es zum ersten und einzigen Führungswechsel in diesem Rennen. Der Peugeot mit der Startnummer 1 ging an die Spitze des Rennens und gab diese bis zum Fallen der Zielflagge nicht mehr ab. Knapp vor 18 Uhr kollidierten Alain Ferté im Peugeot und Geoff Lees im Toyota beim Duell um den vierten Rang am Ende der Ligne Droite des Hunaudières. Beide Wagen wurde erheblich beschädigt, schafften jedoch die Rückkehr an die Boxen. Beide Fahrzeuge schieden jedoch im Lauf des Rennens aus. Obwohl es seit dem Start unaufhörlich und stark regnete, blieb die Ausfallsquote in den ersten 12 Rennstunden mit zwei Sportwagen gering. Der Peugeot mit der Startnummer 2 verlor seine Siegchance durch mehrere Dreher von Philippe Alliot während des Rennens. Durch die notwendig gewordenen Reparaturen an der Box verlor das Team mehrere Runden und erreichte am Schluss Rang drei.
Am Ende siegten Warwick, Dalmas und Blundell mit einem Vorsprung von sechs Runden auf den Toyota von Sekiya, Raphanel und Acheson.

## Ergebnisse

### Piloten nach Nationen
| 30 Franzosen   | 16 Briten    | 11 Italiener  | 8 Japaner      | 5 Deutsche |
| 4 Niederländer | 3 Schweden   | 2 Belgier     | 2 Österreicher | 2 Spanier  |
| 2 Südafrikaner | 1 Australier | 1 Brasilianer | 1 Däne         | 1 Finne    |
| 1 Marokkaner   |              |               |                |            |

### Schlussklassement
| Pos.               | Klasse | Nr. | Team                     | Fahrer                                                             | Chassis            | Motor                              | Reifen | Runden |
| ------------------ | ------ | --- | ------------------------ | ------------------------------------------------------------------ | ------------------ | ---------------------------------- | ------ | ------ |
| 1                  | C1     | 1   | Peugeot Talbot Sport     | Derek Warwick Yannick Dalmas Mark Blundell                         | Peugeot 905 Evo 1B | Peugeot SA35 3.5L V10              | M      | 352    |
| 2                  | C1     | 33  | Toyota Team Tom’s        | Masanori Sekiya Pierre-Henri Raphanel Kenny Acheson                | Toyota TS010       | Toyota RV10 3.5L V10               | G      | 346    |
| 3                  | C1     | 2   | Peugeot Talbot Sport     | Mauro Baldi Philippe Alliot Jean-Pierre Jabouille                  | Peugeot 905 Evo 1B | Peugeot SA35 3.5L V10              | M      | 345    |
| 4                  | C1     | 5   | Mazdaspeed Co. Ltd.      | Johnny Herbert Volker Weidler Bertrand Gachot Maurizio Sandro Sala | Mazda MXR-01       | Judd MV10 3.5L V10                 | M      | 336    |
| 5                  | C2     | 35  | Greddy Trust Racing Team | Stefan Johansson George Fouché Steven Andskär                      | Toyota 92C-V       | Toyota R36V 3.6L Turbo V8          | D      | 336    |
| 6                  | C3     | 54  | Courage Compétition      | Bob Wollek Henri Pescarolo Jean-Louis Ricci                        | Cougar C28LM       | Porsche Type-935 3.0L Turbo Flat-6 | G      | 335    |
| 7                  | C3     | 51  | Kremer Porsche Racing    | Manuel Reuter John Nielsen Giovanni Lavaggi                        | Porsche 962CK6     | Porsche Type-935 3.0L Turbo Flat-6 | Y      | 334    |
| 8                  | C1     | 8   | Toyota Team Tom’s        | Jan Lammers Andy Wallace Teo Fabi                                  | Toyota TS010       | Toyota RV10 3.5L V10               | G      | 331    |
| 9                  | C2     | 34  | Toyota Team Tom’s        | Roland Ratzenberger Eje Elgh Eddie Irvine                          | Toyota 92C-V       | Toyota R36V 3.6L Turbo V8          | B      | 321    |
| 10                 | C3     | 67  | Obermaier Racing GmbH    | Otto Altenbach Jürgen Lässig Pierre Yver                           | Porsche 962C       | Porsche Type-935 3.0L Turbo Flat-6 | G      | 297    |
| 11                 | C3     | 52  | Kremer Porsche Racing    | Robin Donovan Charles Rickett Almo Coppelli                        | Porsche 962CK6     | Porsche Type-935 3.0L Turbo Flat-6 | Y      | 297    |
| 12                 | C3     | 53  | ADA Engineering          | Derek Bell Justin Bell Tiff Needell                                | Porsche 962C GTi   | Porsche Type-935 3.0L Turbo Flat-6 | G      | 284    |
| 13                 | C1     | 4   | Euro Racing              | Heinz-Harald Frentzen Charles Zwolsman senior Shunji Kasuya        | Lola T92/10        | Judd GV10 3.5L V10                 | M      | 271    |
| 14                 | C1     | 22  | Chamberlain Engineering  | Ferdinand de Lesseps Richard Piper Olindo Iacobelli                | Spice SE89C        | Cosworth DFZ 3.5L V8               | G      | 258    |
| Nicht klassiert    |        |     |                          |                                                                    |                    |                                    |        |        |
| 15                 | C1     | 36  | Chamberlain Engineering  | Jun Harada Kenta Shimamura Tomiko Yoshikawa                        | Spice SE89C        | Cosworth DFZ 3.5L V8               | G      | 160    |
| 16                 | C4     | 66  | Eric Bellefroid          | Walter Breuer Marc Alexandre Frank de Vita                         | Orion LM           | Peugeot 1.9L I4                    | M      | 78     |
| Ausgefallen        |        |     |                          |                                                                    |                    |                                    |        |        |
| 17                 | C1     | 31  | Peugeot Talbot Sport     | Karl Wendlinger Eric van de Poele Alain Ferté                      | Peugeot 905 Evo 1B | Peugeot SA35 3.5L V10              | M      | 208    |
| 18                 | C1     | 7   | Toyota Team Tom’s        | Geoff Lees David Brabham Ukyo Katayama                             | Toyota TS010       | Toyota RV10 3.5L V10               | G      | 192    |
| 19                 | C1     | 21  | Action Formula           | Luigi Taverna Alessandro Gini John Sheldon                         | Spice SE90C        | Cosworth DFZ 3.5L V8               | G      | 150    |
| 20                 | C3     | 56  | Courage Compétition      | Tomás Saldaña Denis Morin Jean-François Yvon                       | Cougar C28LM       | Porsche Type-935 3.0L Turbo Flat-6 | G      | 142    |
| 21                 | C1     | 6   | Mazdaspeed Co. Ltd.      | Maurizio Sandro-Sala Takashi Yorino Yōjirō Terada                  | Mazda MXR-01       | Judd MV10 3.5L V10                 | M      | 124    |
| 22                 | C1     | 29  | Team S.C.I.              | Ranieri Randaccio Vito Veninata Stefano Sebastiani                 | Tiga GC288         | Cosworth DFL 3.3L V8               | G      | 101    |
| 23                 | C3     | 68  | Equipe Alméras-Chotard   | Jean-Marie Alméras Jacques Alméras Max Cohen-Olivar                | Porsche 962C       | Porsche Type-935 3.0L Turbo Flat-6 | G      | 85     |
| 24                 | C3     | 55  | Courage Compétition      | Pascal Fabre Lionel Robert Marco Brand                             | Cougar C28LM       | Porsche Type-935 3.0L Turbo Flat-6 | G      | 77     |
| 25                 | C1     | 3   | Euro Racing              | Jesús Pareja Cor Euser Charles Zwolsman senior                     | Lola T92/10        | Judd GV10 3.5L V10                 | M      | 50     |
| 26                 | C4     | 58  | Welter Racing            | Patrick Gonin Didier Artzet Pierre Petit                           | WR LM92            | Peugeot 1.9L I4                    | M      | 42     |
| 27                 | C4     | 61  | Didier Bonnet Autoracing | Didier Bonnet Gérard Tremblay Jacques Heuclin                      | Debora 92          | Alfa Romeo 3.0L V6                 | P      | 25     |
| 28                 | C1     | 9   | British Racing Motors    | Wayne Taylor Harri Toivonen Richard Jones                          | BRM P351           | B.R.M. 3.5L V12                    | G      | 20     |
| Nicht gestartet    |        |     |                          |                                                                    |                    |                                    |        |        |
| 29                 | C1     | 30  | TDR Spice Racing         | Chris Hodgetts François Migault Thierry Lecerf                     | Spice SE90C        | Cosworth DFZ 3.5 V8                |        | 1      |
| Nicht qualifiziert |        |     |                          |                                                                    |                    |                                    |        |        |
| 30                 | C2     | 60  | Team MP Racing           | Marc Pachot Raymond Touroul Didier Cadarec                         | ALD C289           | Peugeot PRV 3.0L V6                | M      | 2      |

1 Motorschaden
2 wegen Untergewicht im Training disqualifiziert

### Nur in der Meldeliste
Hier finden sich Teams, Fahrer und Fahrzeuge die ursprünglich für das Rennen gemeldet waren, aber aus den unterschiedlichsten Gründen daran nicht teilnahmen.
| Pos. | Klasse | Nr. | Team                    | Fahrer                                       | Chassis       | Motor                              | Reifen |
| ---- | ------ | --- | ----------------------- | -------------------------------------------- | ------------- | ---------------------------------- | ------ |
| 31   | C1     |     | Chamberlain Engineering |                                              | Spice         |                                    |        |
| 32   | C3     |     | del Bello Racing        | Noël del Bello                               | Cougar C20LM  | Porsche Type-935 3.0L Turbo Flat-6 |        |
| 33   | C4     |     | Team MP                 | Marc Pachot                                  | ALD 07        | Alfa Romeo 3.0L V6                 |        |
| 34   | C4     |     | Team MP                 | Marc Pachot                                  | Lucchini      | Alfa Romeo 3.0L V6                 |        |
| 35   | C1     | 10  | British Racing Motors   |                                              | BRM P351      | B.R.M. 3.5L V12                    |        |
| 36   | C1     | 11  | Konrad Motorsport       |                                              | Konrad KM-011 |                                    |        |
| 37   | C1     | 12  | RM Motorsport           |                                              | Jaguar XJR-14 |                                    |        |
| 38   | C1     | 14  | RM Motorsport           |                                              | Jaguar XJR-14 |                                    |        |
| 39   | C1     | 23  | Gee Pee Jaguar          | David Coyne George Paulin Stefano Sebastiani | Jaguar XJR-12 |                                    |        |
| 40   | C1     | 23  | Gee Pee                 |                                              | Argo JM20B    |                                    |        |
| 41   | C1     | 27  | RM Motorsport           |                                              | Spice         |                                    |        |
| 42   | C1     | 28  | RM Motorsport           |                                              | Jaguar XJR-17 |                                    |        |
| 43   | C1     | 38  | Gee Pee                 |                                              | Argo JM20B    |                                    |        |
| 44   | C1     | 38  | Gee Pee Jaguar          | Raineri Randaccio Pasquale Baberio           | Jaguar XJR-17 |                                    |        |
| 45   | C4     | 57  | Welter Racing           |                                              | WR LM92       | Peugeot 1.9L I4                    |        |
| 46   | C4     | 59  | del Bello Racing        | Noël del Bello Thierry Lecerf                | Norma         | Alfa Romeo 3.0L V6                 |        |
| 47   | C4     | 62  | Martin Crass Racing     | Chris Hodgetts                               | ProSport 3000 | Cosworth 3.0L V8                   |        |
| 48   | C4     | 63  | Don Farthing Racing     |                                              | ProSport 3000 | Cosworth 3.0L V8                   |        |
| 49   | C4     | 64  | Chris Taylor            | Ian Ashley John Morrison Tony Trimmer        | ProSport 3000 | Cosworth 3.0L V8                   |        |
| 50   | C4     | 65  | Chris Taylor            | Rob Murrells Nick Adams John Sheldon         | ProSport 3000 | Cosworth 3.0L V8                   |        |

### Klassensieger
| Klasse    | Fahrer                  | Fahrer          | Fahrer           | Fahrzeug           | Platzierung im Gesamtklassement |
| --------- | ----------------------- | --------------- | ---------------- | ------------------ | ------------------------------- |
| Gruppe C1 | Yannick Dalmas          | Derek Warwick   | Mark Blundell    | Peugeot 905 Evo 1B | Gesamtsieg                      |
| Gruppe C2 | Stefan Johansson        | George Fouché   | Steven Andskär   | Toyota 92C-V       | Rang 5                          |
| Gruppe C3 | Bob Wollek              | Henri Pescarolo | Jean-Louis Ricci | Cougar C28LM       | Rang 6                          |
| Gruppe C4 | kein Teilnehmer im Ziel |                 |                  |                    |                                 |

### Renndaten
- Gemeldet: 50
- Gestartet: 28
- Gewertet: 14
- Rennklassen: 4
- Zuschauer: 176.000
- Ehrenstarter des Rennens: Prinz Albert von Monaco
- Wetter am Rennwochenende: Regen
- Streckenlänge: 13,600 km
- Fahrzeit des Siegerteams: 24:00:00.000 Stunden
- Gesamtrunden des Siegerteams: 352
- Distanz des Siegerteams: 4787,200 km
- Siegerschnitt: 199,340 km/h
- Pole Position: Philippe Alliot – Peugeot 906 Evo 1B (#2) – 3:21,200 = 243,329 km/h
- Schnellste Rennrunde: Jan Lammers – Toyota TS010 (#8) – 3:32,295 = 230,622 km/h
- Rennserie: 3. Lauf zur Sportwagen-Weltmeisterschaft 1992